# Prvenstvo Splitskog nogometnog podsaveza 1928.
Proljetno prvenstvo
I župa Split
Za prvaka je proglašen Hajduk kojemu su finalne utakmice prepustili bez borbe Komita Omiš i Crnogorac.
Jesensko prvenstvo
I župa Split
| Poredak | Klub         | Utakmica | Pobjeda | Neodlučeno | Poraza | Postigli golova | Primili golova | Gol-razlika | Bodova |
| ------- | ------------ | -------- | ------- | ---------- | ------ | --------------- | -------------- | ----------- | ------ |
| 1.      | Hajduk Split | :        | :       | :          | :      | :               | :              | :           | :      |
| 2.      | Borac Split  | :        | :       | :          | :      | :               | :              | :           | :      |
| 3.      | HAŠK Split   | :        | :       | :          | :      | :               | :              | :           | :      |

| Prvenstva Splitskog nogometnog podsaveza | Prvenstva Splitskog nogometnog podsaveza |
| --- | ---------------------------------------- |
| |                                          |
| 1920. • 1920./21. • 1921. • 1921./22. • 1922./23. • 1924. • 1924./25. • 1925. • 1926. • 1927. • 1928. • 1929. • 1930. • 1931. • 1932. • 1933. • 1935. • 1936. • 1937. • 1937./38. • 1938./39. • 1939./40. • 1940./41. • |                                          |

| Prvenstva Splitskog nogometnog podsaveza | Prvenstva Splitskog nogometnog podsaveza |
| --- | ---------------------------------------- |
| |                                          |
| 1920. • 1920./21. • 1921. • 1921./22. • 1922./23. • 1924. • 1924./25. • 1925. • 1926. • 1927. • 1928. • 1929. • 1930. • 1931. • 1932. • 1933. • 1935. • 1936. • 1937. • 1937./38. • 1938./39. • 1939./40. • 1940./41. • |                                          |